# One Piece: Grand Battle!
One Piece: Grand Battle! (яп. グランドバトル！ Гурандо Батору!) — серия 3D-файтингов для Sony Playstation по мотивам популярной манги и аниме One Piece, разработанная Ganbarion. Первая игра вышла 15 марта 2001 года в Японии. В Европе игра была издана только в 2003 году компанией Atari.

## Геймплей
Геймплей игры похож на Super Smash Bros., но в отличие от неё бои проходят 1 на 1. Во время боя возможно выкинуть противника за пределы арены, но победа причисляется при истечении лайф-бара противника. В игре есть два режима, сюжетный — «Event Battle», где в начале выбирается персонаж и им проходится сюжетная линия, и свободный — «Grand Battle», где возможно играть с другим игроком или компьютером.

## Битва
Бой происходит на трёхмерной арене, с несколькими уровнями, но третье измерение не используется. На некоторых уровнях есть интерактивные декорации (такие как мельница, корабль). Также на аренах в определённых местах находятся сундуки. В каждом сундуке находится предмет, выпадающий случайным образом. Есть предметы как положительного, так и отрицательного воздействия. Сундуки или предметы, находящиеся в нём, можно взять в руки и использовать для атаки. После использования сундука через некоторое время появляется новый.

## Персонажи
- Альвида
- Арлонг
- Багги
- Дон Криг
- Куро
- Манки Д. Луфф
- Михок
- Нами
- Нефертари Виви
- Пандамен
- Ророноа Зоро
- Санджи
- Смокер
- Тасиги
- Усопп
- Шанкс